# Iconomie
L'« iconomie » (du grec eikon, image, et nomos, organisation) est un néologisme créé en 2006 par l'économiste brésilien Gilson Schwartz pour désigner « l'économie des icônes, de l'information et des connaissances ». En France, Jean-Michel Quatrepoint a utilisé le même terme pour désigner la société que fait émerger la « troisième révolution industrielle », celle de l'informatisation.

L'ouvrage "somme" de Michel Volle, accessible et partageable 'librement' (lien plus bas dans la liste des références) donne pour définition : "ICONOMIE n. f. (gr. eikon, image, et nomos, organisation). Société dont l’économie, les institutions et les modes de vie s’appuient sur la synergie de la microélectronique, du logiciel et de l’Internet. "

L'iconomie fait l'objet des travaux de l'Institut de l'iconomie, association créée en 2011.
Elle embrasse les conséquences anthropologiques de l'informatisation sur les plans technique, économique, psychologique, sociologique, philosophique et métaphysique. En effet on peut dire que l'informatisation transforme la nature, si l'on nomme ainsi ce à quoi les intentions et les actions humaines sont confrontées.
Dans les entreprises les tâches répétitives physiques et mentales sont automatisées. L'emploi disparaît des usines pour se situer dans les tâches de conception qui précèdent la production et dans les services qui assurent la relation avec les utilisateurs : le cerveau-d’œuvre remplace la main-d’œuvre. Les produits sont des assemblages de biens et de services élaborés par un réseau d'entreprises partenaires. Un système d'information assure la cohérence de l'assemblage et l'interopérabilité du partenariat.
Le coût marginal étant faible ou négligeable, le rendement d'échelle de la production est croissant. Il en résulte que la plupart des secteurs de l'économie obéissent au régime de la concurrence monopolistique. 
La concurrence est mondiale et violente, les risques sont élevés : l'iconomie présente autant de dangers nouveaux que de possibilités nouvelles.

## L'iconomie et la révolution industrielle
| ..                                 | Révolution industrielle                       | Iconomie (3e RI)          | Source |
| ---------------------------------- | --------------------------------------------- | ------------------------- | ------ |
| Concurrence                        | Libre et parfaite                             | Monopolistique            |        |
| Confiance                          | Contrat                                       | Réputation                |        |
| Contrat de société                 | Bénéfice des actionnaires                     | Bénéfice pour le public   |        |
| Données                            | Relevés de terrain                            | Open Data                 |        |
| Économie                           | Économie de marché                            | Économie de l'utilité     | [ 5 ]  |
| Économie (moteur de l')            | marché de masse                               | co-production d'utilité   | [ 6 ]  |
| Empirisme                          | Observation                                   | Machine learning          |        |
| Entreprise (Mode de gestion de l') | Fordiste                                      | Entrepreneuriale          | [ 7 ]  |
| Exploration intensive              | Laboratoire                                   | Intelligence artificielle |        |
| Immortalité                        | Hibernation                                   | Cryogénisation            |        |
| Management                         | Subordination                                 | Adhésion                  |        |
| Marché                             | Marché de masse                               | Personnalisation de masse |        |
| Nourriture artificielle            | Nourriture synthétique                        | Impression 3D alimentaire |        |
| Organisation humaine               | Hiérarchique                                  | Relationnelle             |        |
| Organisation industrielle          | Fordisme                                      | Teslisme                  | [ 9 ]  |
| Outillage physique                 | Mécanisation                                  | Robotisation              |        |
| Plate-forme                        | Grands magasins, grande distribution, banques | Ubérisation               |        |
| Prix                               | Équilibre offre / demande                     | Utilité perçue            |        |
| Produit                            | Bien, service                                 | Expérience, solution      | [ 10 ] |
| Progression                        | Compétition (Darwin)                          | Coopération (Kropotkine)  |        |
| Rationalisation du processus       | Chaîne de travail                             | Blockchain                |        |
| Représentation de la nature        | Cartographie                                  | Jumeau numérique          |        |
| Représentation de l'entreprise     | Comptabilité                                  | Business Intelligence     |        |
| Ressource humaine                  | Main d'œuvre                                  | cerveau-d’œuvre           | [ 3 ]  |
| Richesse (Production de)           | Valeur ajoutée                                | Utilité ajoutée           | [ 5 ]  |
| Risque (Rémunération du)           | Dividende                                     | Plus-value                | [ 11 ] |
| Système technique                  | Electricité                                   | Informatique              |        |
| Valeur (Etalon de)                 | Monnaie                                       | Token                     |        |